# Црта (организација)
Центар за истраживање, транспарентност и одговорност (скраћено Црта) је невладина организација у Србији.

## Историја
Пре промене имена крајем 2009. године Црта се звала Linet (Liberal Network). Мисија је била да допринесе успешној транзицији Србије у развијено демократско друштво кроз промоцију активног учешћа грађана/ки у друштвеним процесима и развој њихових заговарачких капацитета.

## Контроверзе
Председник републике Александар Вучић је у изјави датој јануара 2025. Црту окарактерисао као „кључну невладину организација од највећег поверења и Централне информативне агенције (ЦИА) и многих других западних агенција”.
Полиција Србије је 25. фебруара по налогу Вишег јавног тужилаштва у Београду започела прикупљање обавештења о раду Црте у вези са донацијама Агенције САД за међународни развој (USAID). Како је наведено, Посебно одељење за сузбијање корупције покренуло је предистражни поступак у правцу утврђивања постојања елемената кривичног дела Злоупотреба положаја одговорног лица и кривичног дела Прање новца из Кривичног законика. Упаду су претходили наводи званичника САД о злоупотреби фондова Агенције САД за међународни развој. Тужилаштво се такође обратило Министарству правде САД како би им доставили потребну документацију.